# Rhampsinitus hispidus
Rhampsinitus hispidus is een hooiwagen uit de familie echte hooiwagens (Phalangiidae).